# Гашон (верхний приток Еруслана)
Гашон — река в России, протекает по Саратовской области. Устье реки находится в 164 км от устья реки Еруслан по правому берегу. Длина реки составляет 12 км. Площадь водосборного бассейна — 162 км².
На реке расположено село Лавровка. В низовьях река служит границей между городом Красный Кут и селом Ахмат.
По данным государственного водного реестра России относится к Нижневолжскому бассейновому округу, водохозяйственный участок реки — Еруслан от истока и до устья. Речной бассейн реки — Волга от верхнего Куйбышевского водохранилища до впадения в Каспий.
Код объекта — 11010002012112100011144.
Название реки производно от калм. һашун — горький, солёный